# Équipe du Canada des moins de 17 ans de soccer
Maillots
L'équipe du Canada des moins de 17 ans est une sélection de joueurs de moins de 17 ans au début des deux années de compétition placée sous la responsabilité de l'Association canadienne de soccer. 
L'équipe n'a jamais remporté le Championnat d'Amérique du Nord, centrale et Caraïbe des moins de 17 ans, où la Coupe du monde des moins de 17 ans. Sa meilleure performance est une place de finaliste au championnat de la CONCACAF des moins de 17 ans, obtenue en 2011.

## Parcours en Championnat d'Amérique du Nord, centrale et Caraïbe de football des moins de 17 ans[1]
- 1983 : Non inscrit
- 1985 :  3e
- 1987 : Non inscrit
- 1988 :  3e
- 1991 : Phase de groupe
- 1992 :  3e
- 1994 :  3e
- 1997 : 4e
- 1999 : Tour finale
- 2001 : Tour finale
- 2003 : Tour finale
- 2005 : Tour finale
- 2007 : Tour finale
- 2009 : Tour finale
- 2011 :  Finaliste[2]
- 2013 :  3e
- 2015 : Tour finale
- 2017 : Phase de groupe
- 2019 : Demi-finale
- 2023 : Demi-finale

## Parcours en Coupe du monde des moins de 17 ans
| - 1985 : Non qualifié - 1987 : 1er tour - 1989 : 1er tour - 1991 : Non qualifié - 1993 : 1er tour - 1995 : 1er tour - 1997 : Non qualifié - 1999 : Non qualifié - 2001 : Non qualifié - 2003 : Non qualifié |  | - 2005 : Non qualifié - 2007 : Non qualifié - 2009 : Non qualifié - 2011 : 1er tour - 2013 : 1er tour - 2015 : Non qualifié - 2017 : Non qualifié - 2019 : 1er tour - 2023 : 1er tour |

## Anciens joueurs
- Carl Fletcher
- Paul Peschisolido
- Kevin Holness
- Guido Titotto
- Adam Quipu
- Rukhit abdulaziz
- Eliam Dufour
- Jeff Clarke
- Nevio Pizzolitto
- Paul Stalteri
- Jim Brennan
- Patrice Bernier